# Pudilka
Pudilka je malá vesnice, část obce Němčice v okrese Svitavy. Nachází se asi 2 km na severovýchod od Němčic. V roce 2009 zde bylo evidováno 9 adres. V roce 2001 zde trvale žilo 6 obyvatel.
Pudilka leží v katastrálním území Němčice u České Třebové o výměře 10,32 km2.

## Další fotografie

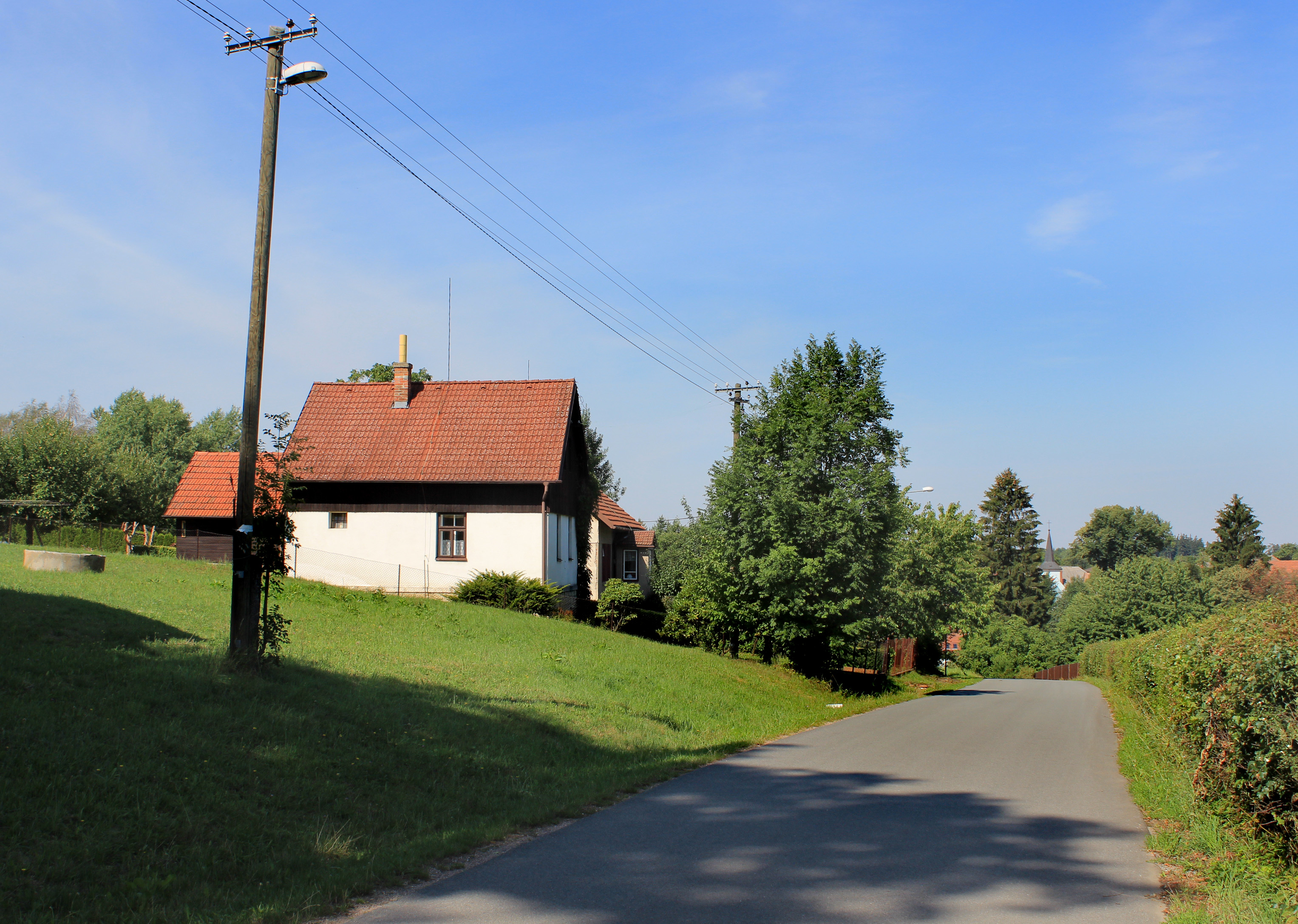
Silnice k Vlčkovu
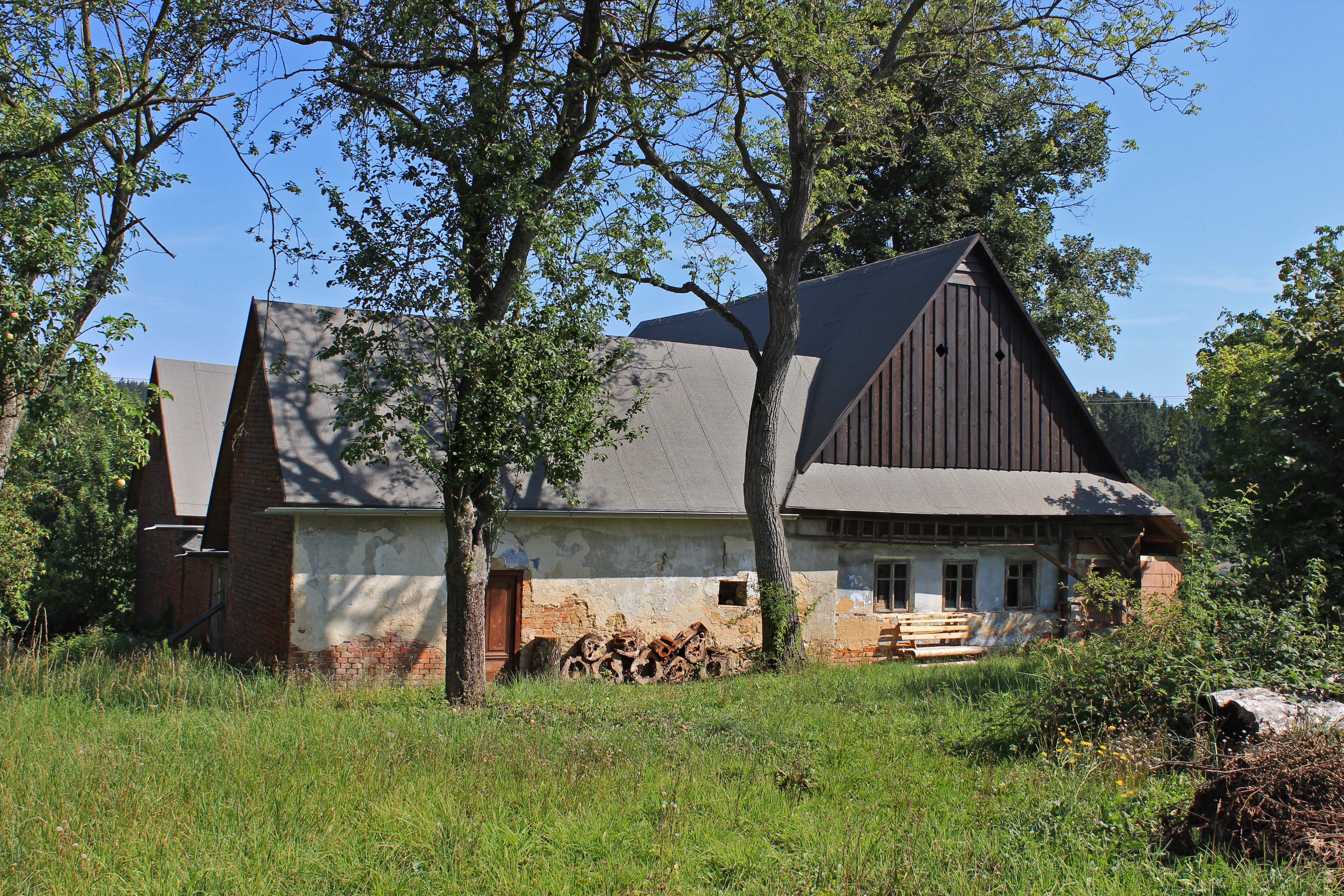
Dům čp. 3